# Кастел Сан Пјетро (Алесандрија)
Кастел Сан Пјетро (итал. Castel San Pietro) је насеље у Италији у округу Алесандрија, региону Пијемонт.
Према процени из 2011. у насељу је живело 28 становника. Насеље се налази на надморској висини од 264 м.